# Vincent Neugebauer
Vincent Neugebauer (* 21. Mai 2002 in Oldenburg) ist ein deutscher Basketballspieler.

## Werdegang
Neugebauer spielte als Heranwachsender Basketball beim Bürgerfelder TB sowie ab 2014 beim Oldenburger TB und an der Baskets Akademie Weser-Ems, dem Nachwuchs des Bundesligisten EWE Baskets Oldenburg. Das Spieljahr 2018/19 verbrachte er als Schüler und Basketballspieler an der Madison West High School im US-Bundesstaat Wisconsin.
2019 wechselte Neugebauer zu den Paderborn Baskets, spielte in der Jugend der Ostwestfalen und kam zu Einsätzen in der 2. Bundesliga ProA. Im Sommer 2021 bestritt er Länderspiele für die deutsche U20-Nationalmannschaft. In der Sommerpause 2022 wurde Neugebauer vom Zweitligaabsteiger Ehingen/Urspring verpflichtet. Ende März 2024 wechselte er wieder in die 2. Bundesliga ProA, als er sich Phoenix Hagen anschloss.
Im Sommer 2024 nahm Neugebauer einen weiteren Vereinswechsel vor, er nahm ein Angebot des Bundesliga-Absteigers Tigers Tübingen an. Zur Saison 2025/26 ging er in die Vereinigten Staaten an die Florida Atlantic University.